# 氷川神社 (さいたま市西区二ツ宮)
氷川神社（ひかわじんじゃ）は、埼玉県さいたま市西区の神社。

## 歴史
創建年代は不明である。ただ当地の地名「二ツ宮」は、当社と摂末社の「八幡神社」が並んで鎮座していることに由来し、慶安年間（1648年 - 1652年）の『田園簿』に記載されていることから、少なくとも江戸時代前期には既に存在していたものと推測される。八幡神社は元々は現在のさいたま市立馬宮中学校のあたりに位置していたという。
当社の隣の二ツ宮児童公園があるところは、かつては「御手洗池」という池があり、干ばつの際にも水が枯れることがなかったので、貴重な水源として重宝され、「氷川様の池」として親しまれていた。
1873年（明治6年）、近代社格制度に基づく「村社」に列せられた。

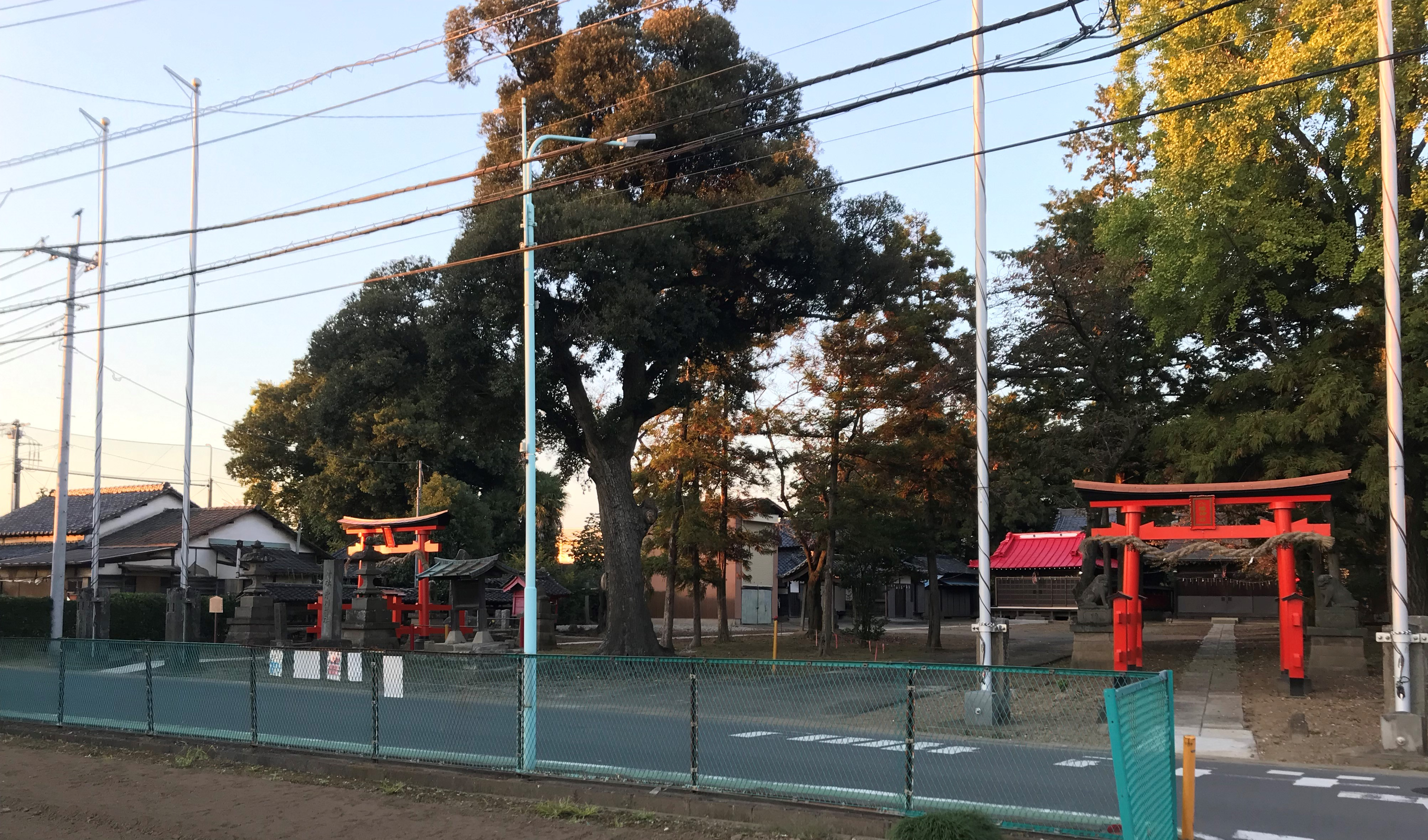
氷川神社と八幡神社

## 交通アクセス
- 路線バス飯田宿停留所より徒歩5分。